# Evento geologico
Un evento geologico è un fenomeno fisico (ad esempio un terremoto), avvenuto di solito migliaia di anni fa, che ha provocato la formazione di corsi d'acqua, laghi, crateri vulcanici, fosse oceaniche o catene montuose.
Gli eventi geologici sono, quindi, alla base della formazione di rilievi e di concentrazioni di masse d'acqua (laghi e fiumi).

## Formazione catene montuose
La formazione di catene montuose è, infatti, causata da antichi terremoti che hanno provocato movimenti tangenziali. Questa teoria è detta orogenesi (dal greco òros = monte e génesis = nascita).
Anche le fosse oceaniche e i vulcani sono causati da movimenti della crosta terrestre.

## Formazione di laghi e fiumi
Per quanto riguarda i laghi invece, il discorso è più specifico poiché questi vengono classificati in base al tipo di origine e quindi, a che tipo di evento geologico ne ha reso possibile l'esistenza, che può essere:

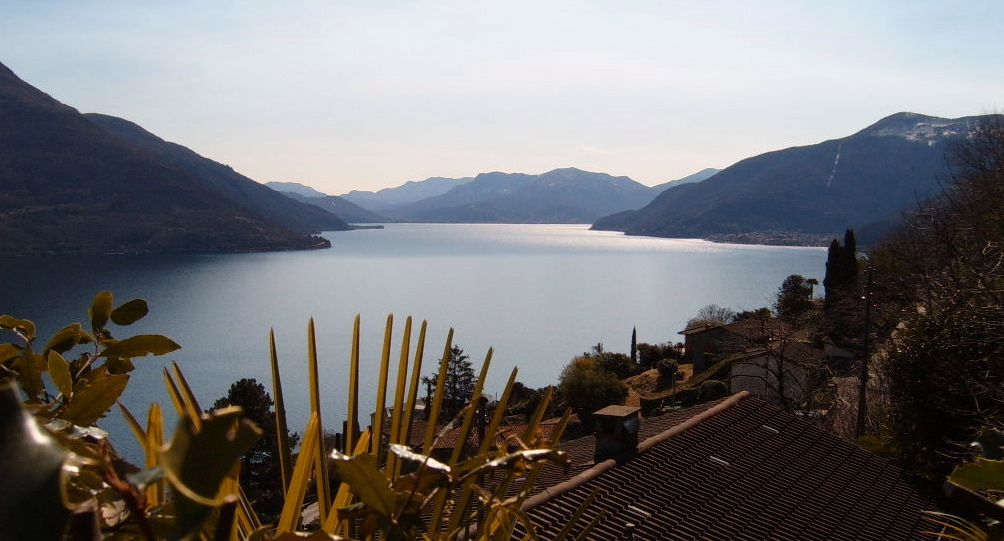
Il lago Maggiore di origine Glaciale.

- tettonici, dovuti allo sprofondamento di tratti della superficie terrestre e a spostamenti delle placche tettoniche,
- vulcanici, sono laghi che anticamente erano crateri vulcanici,
- alluvionali, formati dall'erosione dell'acqua piovana,
- glaciali, dovuti alla erosione o allo scioglimento di ghiacciai,
- costieri, situati nelle estreme vicinanze della costa, sono anche detti mari interni, poiché a volte posseggono acque salate,

Infine i laghi artificiali non vengono riportati in quanto non sono nati da eventi geologici ma dall'intervento dell'uomo.